# Paul Thomas Anderson
Paul Thomas Anderson (sinh ngày 26 tháng 6 năm 1970), tên trong nghề là P.T. Anderson, là một nhà làm phim người Mỹ. Quan tâm đến việc làm phim từ khi còn nhỏ, Anderson được cha ông khuyến khích trở thành nhà làm phim.